# Recopa Africana 1978
La Recopa Africana 1978 es la cuarta edición de este torneo de fútbol a nivel de clubes de África organizado por la CAF y que contó con la participación de 22 equipos campeones de copa de sus respectivos países, 3 menos que en la edición anterior.
El Horoya AC de Guinea venció en la final al MA Hussein Dey de Argelia para ser el primer equipo de fútbol de Guinea en ganar un título internacional.

## Ronda Preliminar
| Equipo 1        | Agr.        | Equipo 2          | Ida | Vuelta |
| --------------- | ----------- | ----------------- | --- | ------ |
| Al Madina       | w.o1        | Sodiam Sports     |     |        |
| Lavori Publici  | 0-2         | Al Hilal Omdurman | 0-1 | 0-1    |
| Simba FC        | 2-2 (5-4 p) | Saint George F.C. | 1-1 | 1-1    |
| Sucoma Chikwawa | 1-2         | Fortior Mahajanga | 1-1 | 0-1    |
| UDIB Bissau     | 3-3         | Espoirs           | 3-1 | 0-2    |
| Zumunta AC      | 0-8         | Horoya AC         | 0-3 | 0-5    |

- 1:El Sodiam Sports abandonó el torneo antes del partido de ida.

## Primera Ronda
| Equipo 1               | Agr. | Equipo 2          | Ida | Vuelta |
| ---------------------- | ---- | ----------------- | --- | ------ |
| Caïman de Douala       | 3-3  | FC 105 Libreville | 2-0 | 1-3    |
| Inter Club Brazzaville | 4-1  | SC Alliance       | 0-0 | 4-1    |
| KMKM                   | 3-1  | Simba FC          | 2-0 | 1-1    |
| RC Kadiogo             | 2-0  | Espoirs           | 2-0 | 0-0    |
| MA Hussein Dey         | 3-2  | Al Madina         | 2-1 | 1-1    |
| Mufulira Wanderers     | 4-2  | Fortior Mahajanga | 3-1 | 1-1    |
| Shooting Stars FC      | 3-4  | Horoya AC         | 3-1 | 0-3    |
| Zamalek                | 3-2  | Al Hilal Omdurman | 1-1 | 2-1    |

## Cuartos de final
| Equipo 1           | Agr. | Equipo 2               | Ida | Vuelta |
| ------------------ | ---- | ---------------------- | --- | ------ |
| Horoya AC          | 7-4  | Caïman de Douala       | 4-1 | 3-3    |
| MA Hussein Dey     | 5-1  | Inter Club Brazzaville | 3-0 | 2-1    |
| Mufulira Wanderers | w.o1 | KMKM                   |     |        |
| Zamalek            | 2-2  | RC Kadiogo             | 2-1 | 0-1    |

- 1:El KMKM abandonó el torneo antes del partido de ida.

## Semifinales
| Equipo 1           | Agr. | Equipo 2       | Ida | Vuelta |
| ------------------ | ---- | -------------- | --- | ------ |
| RC Kadiogo         | 3-3  | Horoya AC      | 3-2 | 0-1    |
| Mufulira Wanderers | 2-2  | MA Hussein Dey | 2-1 | 0-1    |

## Final
| Equipo 1       | Agr. | Equipo 2  | Ida | Vuelta |
| -------------- | ---- | --------- | --- | ------ |
| MA Hussein Dey | 2-5  | Horoya AC | 1-3 | 1-2    |

## Campeón
| Recopa Africana 1978 |
| -------------------- |
| Bandera de Guinea    |
| Horoya AC 1º Título  |